# Nauener Vorstadt
Nauener Vorstadt (letteralmente: "sobborgo di Nauen", così denominato perché sorto fuori dalla Porta di Nauen) è un quartiere della città tedesca di Potsdam.